# غلامرضا نیکخواه
غلامرضا نیکخواه (زادهٔ ۱ فروردین ۱۳۲۷) بازیگر سینما و تلویزیون اهل ایران است.
او دانش‌آموختهٔ رشته علوم سیاسی است
وی با بازی در سریال‌های طنز همچون نوروز ۷۲، پرواز ۵۷، بزنگاه، مرد هزارچهره، قهوهٔ تلخ، ویلای من، جیران و حضور در رئالیتی شو جوکر به شهرت رسید.

## آثار

### سینما
| سال  | نام                | کارگردان         |
| ---- | ------------------ | ---------------- |
| ۱۴۰۳ | خانوم والده        | سهیل موفق        |
| ۱۴۰۳ | آقای زالو          | مهران احمدی      |
| ۱۴۰۳ | آنتیک              | محمدهادی نائیجی  |
| ۱۴۰۳ | جزایر قناری        | عادل معصومیان    |
| ۱۴۰۲ | هتل                | سید مسعود اطیابی |
| ۱۴۰۱ | قیف                | محسن امیریوسفی   |
| ۱۴۰۱ | بخارست             | سید مسعود اطیابی |
| ۱۳۹۹ | فسیل               | کریم امینی       |
| ۱۳۹۷ | رحمان ۱۴۰۰         | منوچهر هادی      |
| ۱۳۹۶ | آینه بغل           | منوچهر هادی      |
| ۱۳۸۸ | طهران تهران        | داریوش مهرجویی   |
| ۱۳۸۸ | خواب‌فروش (تله‌فیلم) | شهاب عباسی       |

### تلویزیون
| سال  | نام              | کارگردان                   |
| ---- | ---------------- | -------------------------- |
| ۱۴۰۰ | مسابقه دورهمی    | مهران مدیری                |
| ۱۳۹۹ | چای نت           | آرش تیمور نژاد             |
| ۱۳۹۹ | میانبر ۲         | یزدان فتوحی                |
| ۱۳۹۸ | میانبر ۱         | یزدان فتوحی                |
| ۱۳۹۸ | دنگ و فنگ روزگار | جواد مزدآبادی              |
| ۱۳۹۷ | راه و بیراه      | داود بیدل                  |
| ۱۳۹۶ | پنچری            | برزو نیک‌نژاد               |
| ۱۳۹۵ | قرعه             | برزو نیک‌نژاد               |
| ۱۳۹۴ | آقا و خانم سنگی  | شاهد احمدلو                |
| ۱۳۹۴ | در حاشیه         | مهران مدیری                |
| ۱۳۹۲ | روزهای بد، به‌در  | سعید آقاخانی               |
| ۱۳۹۰ | نقطه سر خط       | سعید آقاخانی               |
| ۱۳۸۹ | راه در رو        | سعید آقاخانی               |
| ۱۳۸۸ | مرد دوهزارچهره   | مهران مدیری                |
| ۱۳۸۷ | مرد هزارچهره     | مهران مدیری                |
| ۱۳۸۷ | بزنگاه           | رضا عطاران                 |
| ۱۳۸۶ | آرزوهای شیرین    | سید وحید حسینی             |
| ۱۳۸۱ | زیر آسمان شهر ۳  | مهران غفوریان              |
| ۱۳۸۰ | زیر آسمان شهر ۲  | مهران غفوریان              |
| ۱۳۷۹ | به‌همین سادگی     | حامد عنقا مهری ظریفی       |
| ۱۳۷۸ | آغوش‌های خالی     | وحید نیکخواه آزاد          |
| ۱۳۷۶ | جنگ ۷۷           | مهران مدیری                |
| ۱۳۷۲ | پرواز ۵۷         | مهران مدیری                |
| ۱۳۷۲ | نوروز ۷۲         | داریوش کاردان مهرداد خسروی |

### شبکه نمایش خانگی
| سال       | نام مجموعه             | کارگردان                |
| --------- | ---------------------- | ----------------------- |
| ۱۴۰۳      | جوکر ۲: طبقه بیست و یک | احسان علیخانی           |
| ۱۴۰۳      | اکازیون                | مسعود اطیابی            |
| ۱۴۰۲      | اسکار                  | مهران مدیری             |
| ۱۴۰۲      | نیسان آبی ۲            | مسعود اطیابی            |
| ۱۴۰۲      | سیاه‌چاله               | حسین نمازی              |
| ۱۴۰۱      | ارتش سری               | سعید ابوطالب            |
| ۱۴۰۱      | آفتاب‌پرست              | برزو نیک نژاد           |
| ۱۴۰۰–۱۴۰۱ | جوکر                   | احسان علیخانی           |
| ۱۴۰۰      | ساخت ایران ۳           | بهمن گودرزی             |
| ۱۴۰۰      | جیران                  | حسن فتحی                |
| ۱۴۰۰      | نیسان آبی              | منوچهر هادی             |
| ۱۳۹۴      | عطسه                   | مهران مدیری             |
| ۱۳۹۲      | شوخی کردم              | مهران مدیری             |
| ۱۳۹۱      | ویلای من               | مهران مدیری             |
| ۱۳۹۰      | چشماتو نبند            | مجتبی چراغعلی           |
| ۱۳۹۰–۱۳۸۹ | قهوه تلخ               | مهران مدیری             |
| ۱۳۸۹      | کت تنگ                 | آرمین حشمتی آبتین حشمتی |

## از دید دیگران
مهران مدیری در مورد غلامرضا نیکخواه می‌گوید: او آدم خیلی جدی و تلخی است و چهره‌اش بیشتر شبیه دیپلمات‌هاست تا بازیگران طنز اما سال‌هاست با همان چهره جدی و رسمی در نقش‌های کمدی ظاهر شده و خاطرات شیرینی برایمان ساخته است.